# Batalha de Bulgarófigo
A Batalha de Bulgarófigo, também Boulgarophygon ou Bulgarophygon (em búlgaro:  Битка при Булгарофигон ou Битка при Българофигон), foi travada no verão de 896 perto da cidade de Bulgarófigo (atual Babaeski, Turquia) entre as forças do Império Bizantino e do Primeiro Império Búlgaro. O resultado foi a completa aniquilação do exército bizantino e a vitória dos búlgaros na guerra comercial de 894-896. Apesar das dificuldades iniciais na guerra contra os magiares, que estavam atuando como aliados dos bizantinos, a Batalha de Bulgarófigo foi a primeira vitória decisiva do jovem e ambicioso governante búlgaro Simeão I contra o Império Bizantino. Ele logo infligiria outras derrotas aos bizantinos enquanto buscava seu objetivo maior, o trono de Constantinopla. O tratado de paz que resultou desta batalha confirmou o controle búlgaro sobre os Bálcãs.

## Contexto
Durante o reinado de Bóris I (r. 852–889), a Bulgária passou por grandes mudanças - a cristianização do país e a admissão dos discípulos dos santos Cirilo e Metódio, que criaram um alfabeto (cirílico) e consolidaram a literatura medieval búlgara. Apesar de diversos revezes militares contra os países vizinhos, Bóris conseguiu preservar a integridade territorial de seu país. Durante o Concílio de Preslava (893), reunido após a tentativa fracassada do filho mais velho de Bóris, Vladimir, de restaurar a religião tradicional búlgara (o tengriismo), se decidiu que o búlgaro antigo iria substituir o grego como língua da igreja e que o clero bizantino seria banido e substituído por búlgaros. O concílio selou as ambições de Bóris por uma independência cultural e religiosa. e acalmou as preocupações do nobres, que temiam uma maior influência bizantina nos temas búlgaros. Também se decidiu que seu terceiro filho, Simeão, nascido após a cristianização e chamado de "filho da paz", seria o próximo príncipe da Bulgária.
Estes eventos arruinaram as chances bizantinas de exercer qualquer influência sobre o recém-convertido país e o imperador Leão VI, o Sábio (r. 886–912) logo conseguiu uma oportunidade para retaliar. Alguns membros da corte bizantina tinham um interesse em mudar o mercado de mercadorias búlgaras de Constantinopla para Tessalônica, pois lá os comerciantes búlgaros teriam que pagar impostos mais altos. Esta mudança afetava não apenas interesses privados, mas também a importância comercial internacional da Bulgária, que era regulada pelo Tratado de 716. A expulsão do comerciantes da capital imperial, que era o grande destino de todas as rotas europeias e asiáticas, foi um duro golpe para os interesse econômicos búlgaros. Os comerciantes reclamaram para Simeão que, por sua vez, levou o assunto ao imperador Leão VI, mas seus apelos caíram em ouvidos moucos. Simeão, que estava buscando um pretexto para declarar a guerra e começar a implementar seu plano, lançou uma invasão à Trácia bizantina, resultando no que já foi chamado de a "primeira guerra comercial da Europa".

### Intervenção magiar

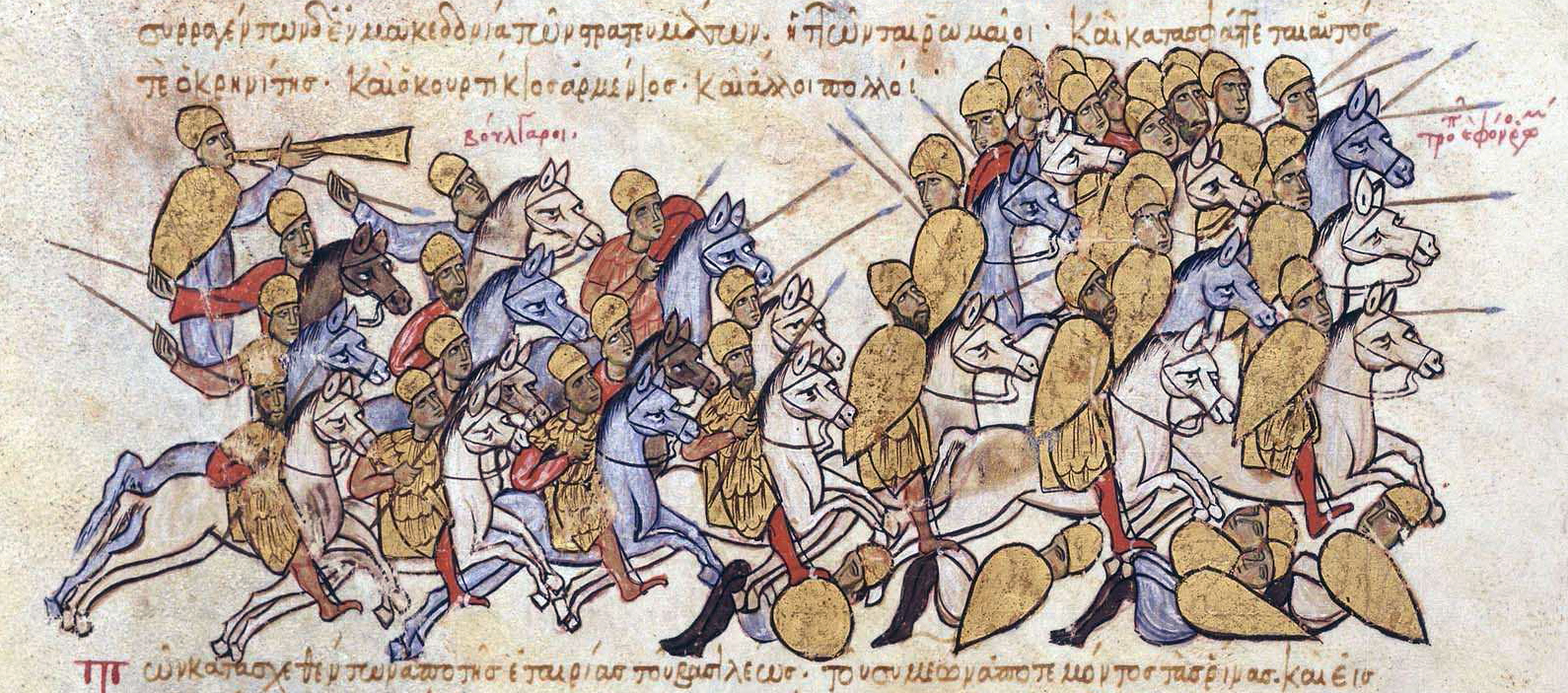
Búlgaros derrotam os bizantinos sob Crenita e Curtício
Iluminura no Escilitzes de Madri

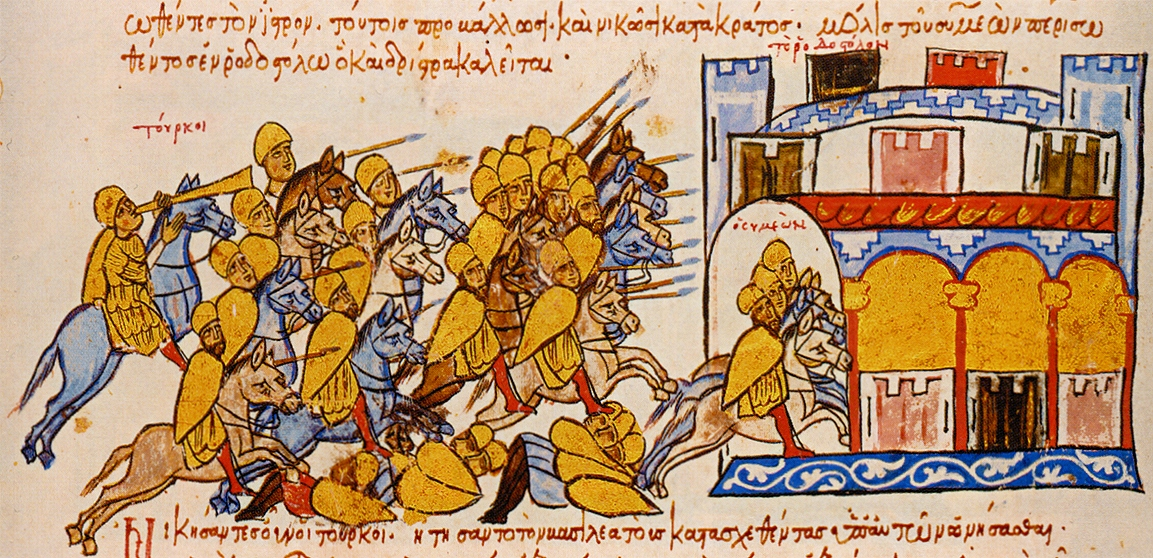
Os magiares perseguem Simeão até Drastar.
Iluminura no Escilitzes de Madri

Os bizantinos apressadamente juntaram um grande exército sob os generais Procópio Crenita e Curtício, que incluía a guarda imperial composta de mercenários cazares. Na batalha que se seguiu, no Tema da Macedônia (moderna Trácia Oriental), provavelmente nas redondezas de Adrianópolis (atual Edirne), os bizantinos foram derrotados e seus comandantes, mortos. A maior parte dos cazares foi capturada e Simeão cortou seus narizes e "os enviou à capital para envergonhar os romanos".
Como os bizantinos estavam enfrentando os árabes, Leão VI usou da diplomacia e mandou emissários com ricos presentes aos magiares, que à época habitavam as estepes a nordeste da Bulgária. Quando Simeão se recusou a firmar uma paz e aprisionou o representante bizantino Constantinácio no final de 894, a marinha bizantina ajudou os magiares a atravessar o Danúbio, mesmo com os obstáculos de correntes e cordas colocadas no rio pelos búlgaros. Simeão, que estava na fronteira búlgaro-bizantina enfrentando o general Nicéforo Focas, teve que marchar para norte para enfrentar os invasores. Seu exército foi derrotado pelos magiares em algum lugar na Dobruja e o próprio Simeão teve que fugir à fortaleza de Drastar (Silistra). Os magiares pilharam e saquearam a região sem oposição e chegaram ao subúrbio da capital Preslava, só recuando ao norte do Danúbio após venderem seus prisioneiros aos bizantinos Simeão fingiu sem querer negociar e apresentou a questão da troca de prisioneiros. Os bizantinos enviaram Leão Magistro a Preslava para negociar os termos da troca. Como Simeão queria tempo para tratar da ameaça magiar, deliberadamente estendeu as negociações e Magistro, por repetidas vezes, teve negados seus pedidos de audiência. No ínterim, Simeão se aliou com os pechenegues e seu povo apelou para seu pai, Bóris I, que foi tonsurado, para que assumisse o exército. Na batalha contra os magiares, os invasores foram totalmente derrotados, mas foi uma vitória pírrica, pois os búlgaros perderam 20 000 cavaleiros no combate Esta foi a única vitória no campo de batalha que Bóris conseguiu em toda sua vida. Como resultado da derrota, os magiares foram para oeste e se assentaram na Panônia, onde posteriormente fundariam o Reino da Hungria.

## A batalha

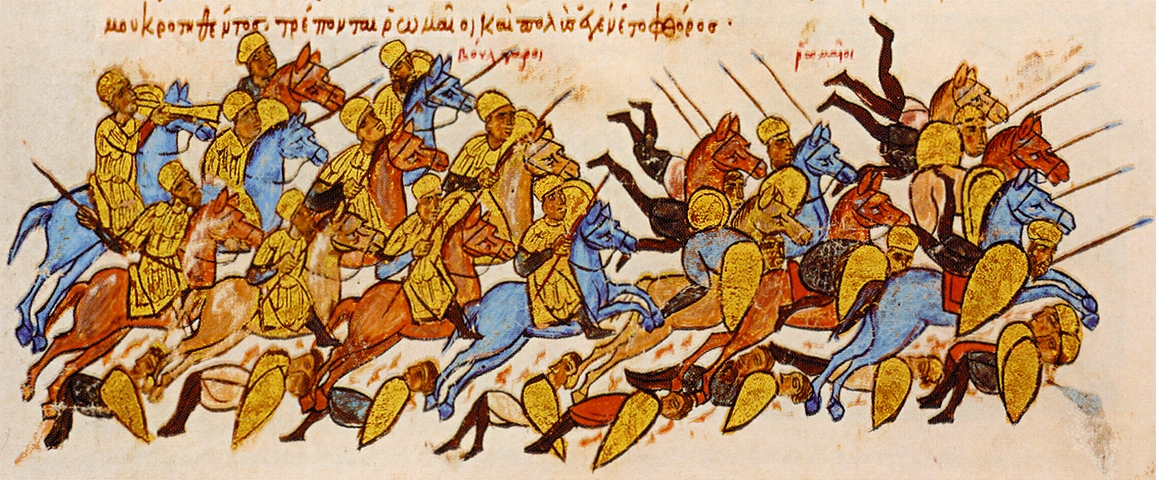
Os búlgaros derrotam os bizantinos em Bulgarófigo em 896
Iluminura no Escilitzes de Madri

Quando Simeão retornou a Preslava "orgulhoso da vitória", ele rompeu as negociações com Leão Magistro e invadiu novamente a Trácia Bizantina, aproveitando-se também da morte do talentoso general Nicéforo Focas. Os bizantinos transferiram "todos os temas e tagmas", ou seja, todas as forças que estavam antes enfrentando os árabes, à Europa. O exército era comandado pelo doméstico das escolas Leão Catacalo, que não tinha o mesmo talento de Focas. Os dois exércitos se encontraram em Bulgarófigo no verão de 896 e os bizantinos foram completamente aniquilados. Um historiador bizantino escreveu:
| “ | ...os romanos foram decisivamente derrotados em todas as frentes e todos pereceram. | ” |

Entre as baixas estava o protovestiário Teodósio, o segundo no comando do exército, enquanto que Leão Catacalo conseguiu escapar com um punhado de outros sobreviventes. A derrota bizantina foi tão grave um de seus soldados se retirou da vida em sociedade e viria a se tornar o asceta Lucas, o Estilita. Com a vantagem, Simeão liderou as forças búlgaras até Constantinopla, queimando tudo o que encontrava pelo caminho. De acordo com o historiador muçulmano Tabari, Leão VI estava desesperado com a recusa de Simeão em negociar a paz e foi forçado a juntar um exército de prisioneiros de guerra árabes e enviá-lo para enfrentar os búlgaros com a promessa de liberdade se fossem vitoriosos. Os búlgaros foram finalmente detidos às portas da capital e Simeão concordou em negociar.

## Consequências

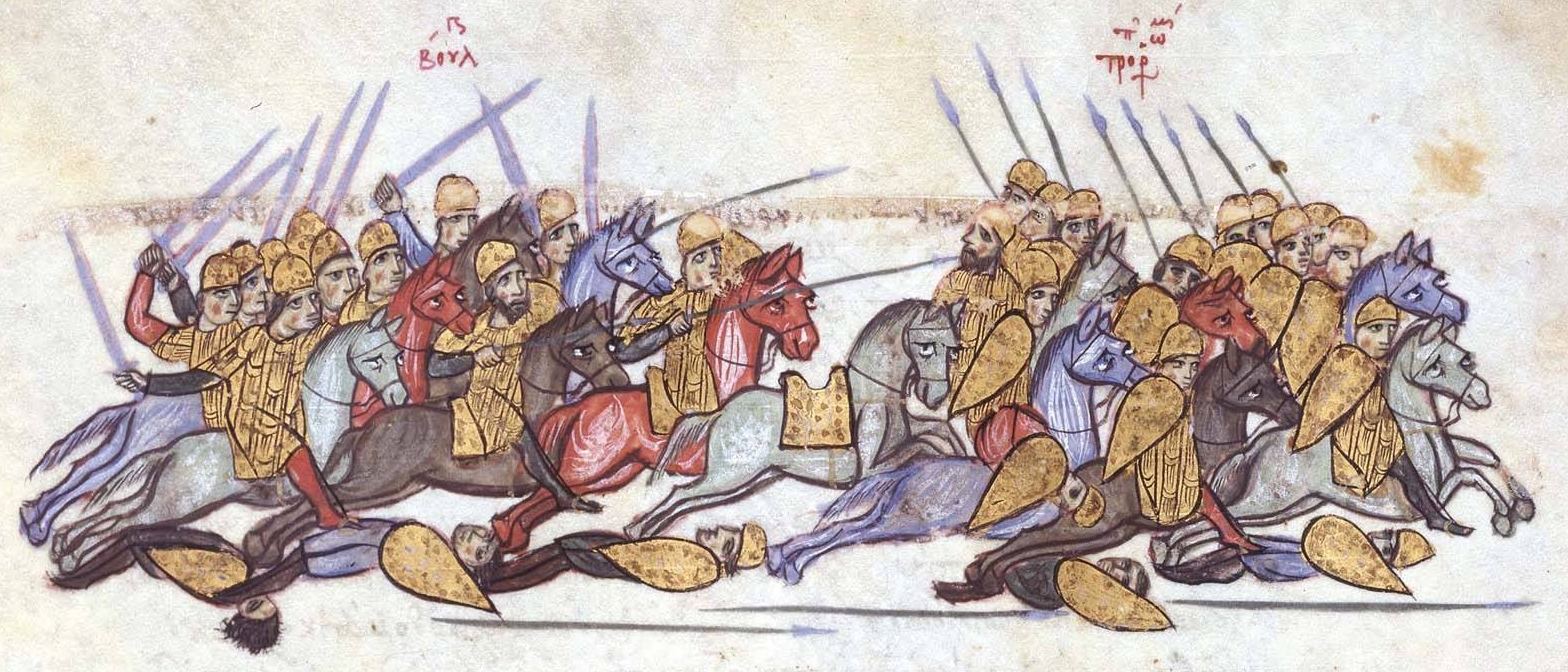
Búlgaros derrotam os bizantinos em Anquíalo. Iluminura do Escilitzes de Madri

A guerra terminou com um tratado de paz, que formalmente durou até por volta da morte de Leão VI, o Sábio em 912, sob o qual Bizâncio estava obrigada a pagar à Bulgária um tributo anual em troca do retorno de supostos 120 000 soldados e civis bizantinos capturados. Sob o tratado, os bizantinos também cederam a área entre o mar Negro e o Istranca aos búlgaros, enquanto estes prometeram não invadir o território bizantino.
Simeão I estava contente com o resultado e achou que tinha conquistado uma superioridade frente ao Império Bizantino. A despeito de seu sucesso, ele percebeu que havia ainda muito para fazer antes que pudesse de fato prevalecer sobre o Império Bizantino. Ele precisava de sua própria base política e ideológica e, consequentemente, lançou-se num ambicioso programa de obras civis em Preslava para que sua capital pudesse rivalizar com Constantinopla. Enquanto isso, Simeão também impôs sua autoridade sobre a Sérvia em troca de reconhecer Pedro como seu líder, um movimento importante para reduzir ainda mais a influência bizantina nos Bálcãs.
Simeão também aprendeu a lição de como a Bulgária era vulnerável aos ataques das tribos ao norte de seu reino quando elas são estimuladas pela diplomacia bizantina. Esta experiência se mostrou valiosa em 917, quando Simeão conseguiu conter os esforços bizantinos de se aliar com os sérvios e com os pechenegues e os forçou a lutarem sozinhos na Batalha de Anquíalo, novamente derrotando-os num dos maiores desastres da história militar bizantina.